# Apple Valley (Kalifornia)

Położenie Apple Valley w hrabstwie San Bernardino

Apple Valley – miasto w Stanach Zjednoczonych położone w południowo-zachodniej części hrabstwa San Bernardino w Kalifornii. Liczba mieszkańców 72 922 (2008).
Położone jest na południowym krańcu pustyni Mojave. Graniczy z miastami: Victorville i Hesperia.
Nazwa Apple Valley wywodzi się od jabłoni, zasadzonych na początku XX wieku, jako dowód, że można tutaj uprawiać roślinność. Nazwa oficjalnie uznana w 1948 roku. Prawa miejskie od 1988 roku.